# 松本喜三郎
松本 喜三郎（まつもと きさぶろう、1825年（文政8年） - 1891年（明治24年）4月30日）は、江戸時代末期（幕末）から明治時代に活躍した日本の人形師。作品は生人形と称された。

## 経歴
肥後国（現・熊本県）の商家に生まれる。早くから様々な職人技を覚え、日用雑貨を用いて人物などを仕立てる「造りもの」を手がけた。20歳の頃生きた人と見まごう等身大の人形を作ったので「生人形」と呼ばれた。そのまるで生きてるようなリアリズムは、幼き日の高村光雲にも強い感動を与えた。
やがて数十体の人形にテーマ性を持たせて製作し展示するようになった。

## 作品

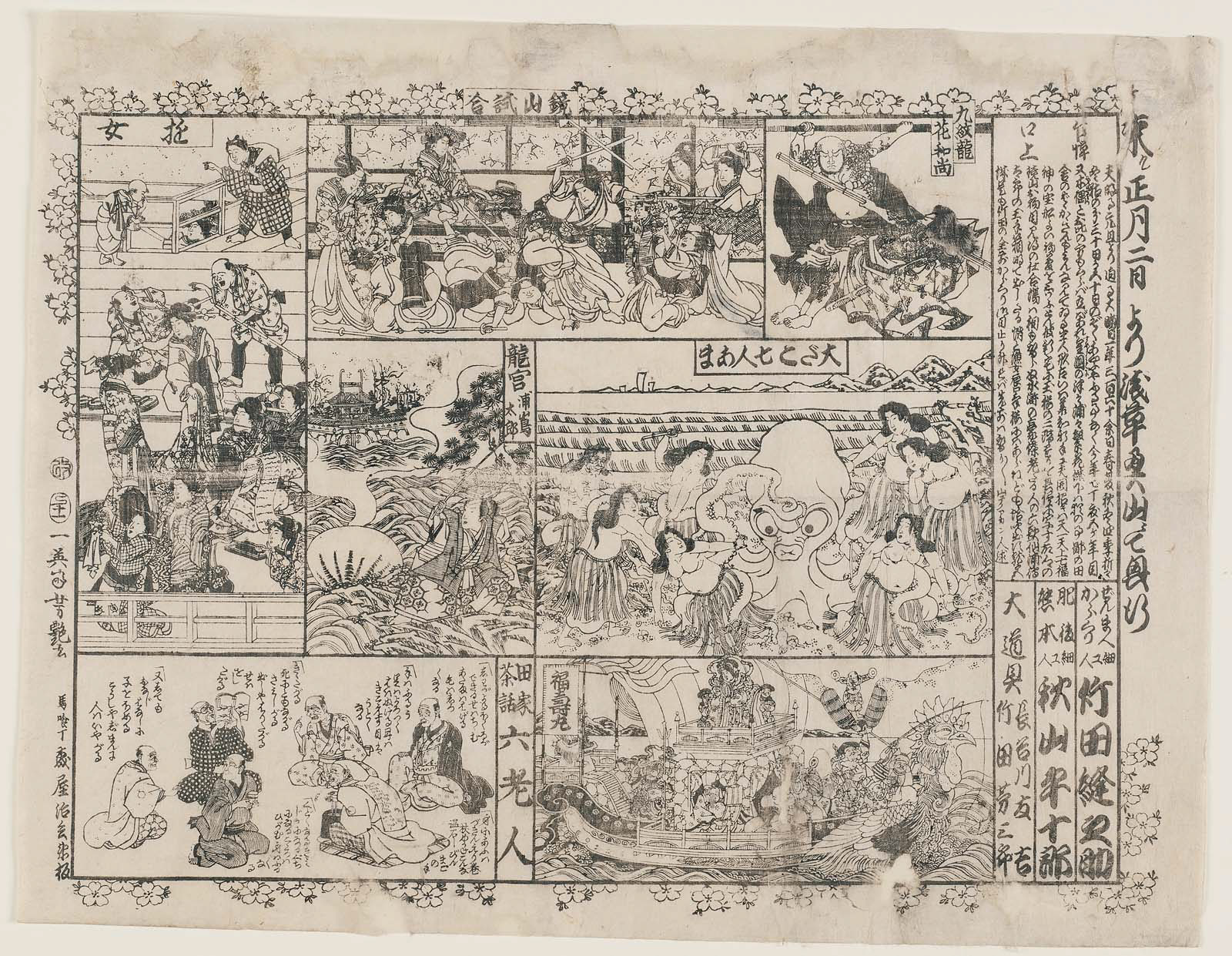
歌川芳艶「来ル正月二日ヨリア浅草奥山ニテ興行」。正月の浅草に松本喜三郎製作の等身大人形が展示される（1857年（安政3年））

- 幕末の1854年（嘉永7年）以降、大坂（現在の大阪）難波新地に於いて「鎮西八郎島廻り」、江戸（現在の東京）にて「浮世見立四十八癖」他を見世物にし興行した。
- 維新後の1871年（明治4年）-1875年（明治8年）、「西国三十三所観音霊験記」を浅草の奥山で興行を行った。
  - この作品は西日本の各地を巡回し、後にお里沢市で有名な人形浄瑠璃「三拾三所花野山」（「壺坂」）の祖形となった。そのうちの「活人形谷汲観音像」が熊本市の浄国寺に安置されている [1]。
- 熊本県熊本市来迎院に「活人形聖観音菩薩立像」が安置されている（有形文化財）[2]。
- このほか桐生八木節まつりの山車に用いられた「桐生祇園祭「四丁目鉾」生人形素盞嗚尊」（桐生市本町四丁目自治会蔵）、絶作の「本朝孝子伝」などがある。